# Sphaerosoma seidlitzi
Sphaerosoma seidlitzi is een keversoort uit de familie Alexiidae. De wetenschappelijke naam van de soort is voor het eerst geldig gepubliceerd in 1889 door Reitter.